# Euphyia perscripta
Euphyia perscripta là một loài bướm đêm trong họ Geometridae.